# Rjoko Unoová
Rjoko Unoová (japonsky 宇野 涼子, * 9. listopadu 1975 Sagamihara) je bývalá japonská fotbalistka.

## Reprezentační kariéra
Za japonskou reprezentaci v letech 1991 až 1996 odehrála 6 reprezentačních utkání. Byla členkou japonské reprezentace i na Mistrovství světa ve fotbale žen 1995.

## Statistiky
| Japonsko | Japonsko | Japonsko |
| Roky     | Záp.     | Góly     |
| -------- | -------- | -------- |
| 1991     | 1        | 0        |
| 1992     | 0        | 0        |
| 1993     | 4        | 0        |
| 1994     | 0        | 0        |
| 1995     | 0        | 0        |
| 1996     | 1        | 0        |
| Celkem   | 6        | 0        |

## Úspěchy

### Reprezentační
- Mistrovství Asie:  1991;  1993